# Filippo de Vivo
Filippo de Vivo ist ein italienischer Historiker. Er ist Professor für Geschichte der frühen Neuzeit an der Birkbeck, University of London. Sein Fachgebiet ist die Geschichte des modernen Italiens, im Besonderen die Republik Venetien. Sein Forschungsinteresse gilt der Historiographie und dem Austausch von Informationen. Dabei arbeitet er mit mikrogeschichtlichen Ansätzen.

## Wirken und Rezeption
Die Studie für das Buch Information and Communication in Venice.Rethinking Early Modern Politics entstand ursprünglich als de Vivos PhD These an der University of Cambridge unter der Leitung von Peter Burke. Mit seiner facettenreichen Zusammenstellung von Primärquellen (Ratsdebatten, Inquisitionsdokumente, Gerichtsprotokolle, handgeschriebene und gedruckte Pamphlete) überholt de Vivos Studie bisherige Beiträge, indem es die Stellungnahme Venedigs zum Interdikt in einem größtmöglichen Kontext platziert.
Laut James Shaw von der University of Sheffield erlangt de Vivo dabei ein neues Verständnis von politischer Information, indem er sie als kommunikatorische Handlung in einem sozialen Kontext betrachtet. De Vivo unterteilt diese Kommunikation in drei Ebenen: 1. Kommunikation innerhalb der Regierung, 2. Kommunikation innerhalb einer „politischen Arena“ mit gewissen politischen Akteuren, 3. Kommunikation innerhalb einer breiten „öffentlichen sphäre“. Dabei zeichnet er ein detailliertes Bild der behördlichen Prozesse und offenbart die Beteiligung von Steuerungskomitees innerhalb der venezianischen Regierung und deren Einfluss auf den öffentlichen Diskurs.

### AR.C.H.I.ves
In den Jahren 2012 bis 2016 führte de Vivo eine groß angelegte, kollaborative Untersuchung zur Geschichte von Archiven im Spätmittelalter bis zu den Anfängen des modernen Italiens durch. Zusammen mit den post-docs Andrea Guidi und Giacomo Giudici untersuchte er den Aufbau, die Verwaltung und den Gebrauch von Archiven zwischen dem 13. Und 18. Jahrhundert. In den daraus folgenden Publikationen zeigen sie die mannigfaltige Bedeutung der Archive als Zentren, nicht nur für Präservation, sondern auch für Organisation und Produktion von Wissen. Finanziert wurde das Projekt unter anderem vom Europäischen Forschungsrat.

## Schriften
- Information and Communication in Venice. Rethinking Early Modern Politics. Oxford University Press, Oxford 2009, ISBN 978-0-19-956833-8.
- Patrizi, informatori, barbieri. Politica e comunicazione a Venezia nella prima età moderna. Feltrinelli, Milano 2012, ISBN 978-88-07-10479-4.
- Archivi e archivisti in Italia tra medioevo ed età moderna. Viella, Roma 2015, ISBN 978-88-6728-457-3.